# Влад (фільм)
Влад (англ. Vlad) — американський фільм жахів 2003 року.

## Сюжет
Четверо студентів займаються історичними дослідженнями для своїх дипломних робіт. Вони відправляються в подорож на батьківщину графа Дракули, в саме серце Карпатських гір. Один з них ненавмисно вивільняє на світ кровожерливу істоту, чудовисько з далекого минулого. Це зло здатне знищити безліч життів і його необхідно зупинити. Але як це зробити? Відповідь знають тільки члени таємного товариства «Драконіс» однак деякі з них вже стали на сторону диявольських сил і до самого кінця не зрозуміло, хто переможе.

## У ролях
- Франческо Квінн — Влад Цепеш
- Біллі Зейн — Адріан
- Бред Дуріф — Радеску
- Пол Попович — Джефф Мейер / чоловік
- Ким Хескін — Алекса Мейер
- Ніколас Айронс — Джастін / лицар
- Моніка Давідеску — Лінсі
- Еміль Хостіна — Мірча
- Іва Хаспергер — Ілона
- Мірча Стоян — Клаудіу
- Андреа Мачелару — Стефана
- Алін Панк — Петре
- Александра Вельніціюк — Андреа
- Золтан Бутуч — дід
- Гай Сайнер — Іліє
- Джон Ріс-Девіс — оповідач
- Анка-Іоана Андроне — вдова
- Адріан Пінтеа — Янку де Хунедоара
- Клаудіу Блеонт — Влад II
- Іоан Іонеску — Мірча Дракула
- Каталін Ротару — молодий Влад
- Крістіан Поуп — Раду чол Фрумос
- Василь Альбінет — румунський солдат
- Джим Гюнтер — містер Вільямс
- Алекс Реван — вбивця